# Benoit Fourneyron
Benoît Fourneyron (Saint-Étienne, Loire, 31. listopada 1802. – Pariz, 31. srpnja 1867.) je bio francuski inženjer koji je značajno unaprijedio vodne turbine.  

## Životopis
Nakon što je završio inženjersku školu u Saint-Étienneu, nekoliko godina se bavio rudarstvom i izradom kovanih metalnih ograda. U to vrijeme, znatan broj francuskih inženjera bavio se primjenom matematike na rad vodeničkog kola. Stoljećima je vodeničko kolo pretvaralo hidroenergiju u koristan rad, ali nova industrijska revolucija zahtijeva sve više snage i bolju iskoristljivost vodeničkog kola. 
Koristeći savjet svog učitelja, Fourneyron je 1827. napravio prototip novog vodeničkog kola, kojeg je nazvao “turbina”. U njegovoj konstrukciji, kolo je bilo vodoravno, za razliku od ostalih vodeničkih kola u to vrijeme, koja su stajala okomito. Turbina je imala snagu od 4,5 kW, dva reda lopatica, zakrivljenih u suprotnom smjeru, da bi izvukle što više snage iz mlaza vode. Za to je dobio i nagradu od udruge industrijalaca. 
Sljedećih desetak godina Fourneyron je radio sve veće i bolje turbine, učeći iz svojih grešaka. Tako je 1837. napravio turbinu od 45 kW, koja se mogla okretati, u to vrijeme nezamislivih 2 300 okretaja u minuti. Stupanj iskorištenja tog modela je bio je 80%. 
Sve više tvornica je koristilo Fourneyronove turbine, pogotovo engleska tekstilna industrija. 1895. njegova turbina je bila ugrađena na slapovima Niagare, u novoj hidroelektrani.